# Seznam klubů v nejvyšších fotbalových soutěžích zemí CONMEBOL
Toto je seznam klubů, které hrají v nejvyšších fotbalových soutěžích zemí, které patří ke CONMEBOL. Patří sem tedy všechny státy z Jižní Ameriky, kromě Francouzské Guyany, Guyany a Surinamu, kteří jsou členy CONCACAF a kromě Falklandských ostrovů, které nejsou členem žádné jiné fotbalové organizace.

## Argentina
- Argentinské fotbalové kluby
- Fotbalová asociace: Asociación del Fútbol Argentino
- Nejvyšší soutěž: Primera División Argentina

Sezóna 2006-2007:
| Klub                                | Město        |
| ----------------------------------- | ------------ |
| AA Argentinos Juniors               | Buenos Aires |
| Arsenal FC                          | Buenos Aires |
| CA Bánfield                         | Buenos Aires |
| CA Belgrano                         | Córdoba      |
| CA Boca Juniors                     | Buenos Aires |
| CA Colón                            | Santa Fe     |
| Estudiantes de La Plata             | La Plata     |
| Gimnasia y Esgrima La Plata         | La Plata     |
| Club de Gimnasia y Esgrima La Plata | La Plata     |
| CD Godoy Cruz Antonio Tomba         | Godoy Cruz   |
| CA Independiente                    | Buenos Aires |
| CA Lanús                            | Buenos Aires |
| CA Newell's Old Boys                | Rosario      |
| CA Nueva Chicago                    | Buenos Aires |
| Quilmes AC                          | Buenos Aires |
| Racing Club                         | Buenos Aires |
| CA River Plate                      | Buenos Aires |
| CA Rosario Central                  | Rosario      |
| CA San Lorenzo de Almagro           | Buenos Aires |
| CA Vélez Sársfield                  | Buenos Aires |

## Bolívie
- Bolivijské fotbalové kluby
- Fotbalová asociace: Federación Boliviana de Fútbol
- Nejvyšší soutěž: Liga de Fútbol Profesional Boliviano

Sezóna 2007:
| Klub                   | Město                   |
| ---------------------- | ----------------------- |
| Club Aurora            | Cochabamba              |
| Club Blooming          | Santa Cruz de la Sierra |
| Club Bolívar           | La Paz                  |
| Club Destroyers        | Santa Cruz de la Sierra |
| Club Jorge Wilstermann | Cochabamba              |
| La Paz FC              | La Paz                  |
| Municipal Real Mamorél | Trinidad                |
| Oriente Petrolero      | Santa Cruz de la Sierra |
| Real Potosí            | Potosí                  |
| Club San José          | Oruro                   |
| Club The Strongest     | La Paz                  |
| Club Universitario     | Sucre                   |

## Brazílie
- Brazilské fotbalové kluby
- Fotbalová asociace: Confederação Brasileira de Futebol
- Nejvyšší soutěž: Campeonato Brasileiro Série A

Sezóna 2007:
| Klub                             | Město          |
| -------------------------------- | -------------- |
| América FC                       | Natal          |
| Atlético Mineiro                 | Belo Horizonte |
| Atlético Paranaense              | Curitiba       |
| Botafogo                         | Rio de Janeiro |
| SC Corinthians Paulista          | São Paulo      |
| Cruzeiro Esporte Clube           | Belo Horizonte |
| Figueirense FC                   | Florianópolis  |
| CR Flamengo                      | Rio de Janeiro |
| Fluminense FC                    | Rio de Janeiro |
| Goiás EC                         | Goiânia        |
| Grêmio Foot-Ball Porto Alegrense | Porto Alegre   |
| Sport Club Internacional         | Porto Alegre   |
| EC Juventude                     | Caxias do Sul  |
| Náutico Capibaribe               | Recife         |
| SE Palmeiras                     | São Paulo      |
| Paraná Clube                     | Curitiba       |
| SC Recife                        | Recife         |
| Santos FC                        | Santos         |
| São Paulo FC                     | São Paulo      |
| CR Vasco da Gama                 | Rio de Janeiro |

## Ekvádor
- Ekvádorské fotbalové kluby
- Fotbalová asociace: Federación Ecuatoriana de Fútbol
- Nejvyšší soutěž: Campeonato Ecuatoriano de Fútbol

Sezóna 2007:
| Klub                    | Město     |
| ----------------------- | --------- |
| CD Azogues              | Azogues   |
| Barcelona SC            | Guayaquil |
| CD Cuenca               | Cuenca    |
| Deportivo Quito         | Quito     |
| CD El Nacional          | Quito     |
| CS Emelec               | Guayaquil |
| LDU Quito               | Quito     |
| CSD Macará              | Ambato    |
| CD Olmedo               | Riobamba  |
| CD Universidad Católica | Quito     |

## Chile
- Chilské fotbalové kluby
- Fotbalová asociace: Federación de Fútbol de Chile
- Nejvyšší soutěž: Primera División de Chile

Sezóna 2007:
| Klub                         | Město             |
| ---------------------------- | ----------------- |
| CD Antofagasta               | Antofagasta       |
| Audax CS Italiano            | Santiago de Chile |
| CD Cobreloa                  | Calama            |
| CD Cobresal                  | El Salvador       |
| Colo-Colo                    | Santiago de Chile |
| CD Coquimbo Unido            | Coquimbo          |
| Everton de Viña del Mar      | Viña del Mar      |
| CD Huachipato                | Talcahuano        |
| CD La Serena                 | La Serena         |
| CD O'Higgins                 | Rancagua          |
| CD Lota Schwager             | Coronel           |
| CD Melipilla                 | Melipilla         |
| CD Ñublense                  | Chillán           |
| CD Palestino                 | Santiago de Chile |
| CD Puerto Montt              | Puerto Montt      |
| CD Santiago Wanderers        | Valparaíso        |
| CD Universidad Católica      | Santiago de Chile |
| CF Universidad de Chile      | Santiago de Chile |
| CD Universidad de Concepción | Concepción        |
| Unión Española               | Santiago de Chile |

## Kolumbie
- Kolumbijské fotbalové kluby
- Fotbalová asociace: Federación Colombiana de Fútbol
- Nejvyšší soutěž: Liga Postobon

Sezóna 2007:
| Klub                      | Město        |
| ------------------------- | ------------ |
| CD América de Cali        | Cali         |
| Atlético Bucaramanga      | Bucaramanga  |
| CD Atlético Huila         | Neiva        |
| CPD Atlético Junior       | Barranquilla |
| Atlético Nacional         | Medellín     |
| Boyacá Chicó FC           | Tunja        |
| CN Cúcuta Deportivo       | Cúcuta       |
| Deportivo Cali            | Cali         |
| CS Deportivo Pereira      | Pereira      |
| Deportivo Pasto           | Pasto        |
| Deportes Quindío          | Armenia      |
| CC Deportes Tolima        | Ibagué       |
| CD Independiente Medellín | Medellín     |
| Independiente Santa Fe    | Bogotá       |
| CD La Equidad             | Bogotá       |
| Millonarios FC            | Bogotá       |
| Once Caldas               | Manizales    |
| CD Real Cartagena         | Cartagena    |

## Paraguay
- Paraguayské fotbalové kluby
- Fotbalová asociace: Asociación Paraguaya de Fútbol
- Nejvyšší soutěž: Liga Paraguaya

Sezóna 2007:
| Klub                          | Město                |
| ----------------------------- | -------------------- |
| Club 12 de Octubre de Itaugua | Itaugua              |
| Club Atlético 3 de Febrero    | Ciudad del Este      |
| Club Cerro Porteño            | Asunción             |
| Club Guaraní                  | Asunción             |
| Club Libertad                 | Asunción             |
| Club Nacional                 | Asunción             |
| Club Olimpia                  | Asunción             |
| Club Sol de América           | Asunción             |
| Club Sportivo Luqueño         | Luque                |
| Club Sportivo 2 de Mayo       | Pedro Juan Caballero |
| Club Sportivo Trinidense      | Asunción             |
| Club Tacuary                  | Asunción             |

## Peru
- Peruánské fotbalové kluby
- Fotbalová asociace: Federación Peruana de Fútbol
- Nejvyšší soutěž: Primera División

Sezóna 2007:
| Klub                                | Město    |
| ----------------------------------- | -------- |
| Club Alianza Atlético               | Sullana  |
| Alianza Lima                        | Lima     |
| Club Sport Áncash                   | Ancash   |
| Arequipa Total FC                   | Arequipa |
| Centro Deportivo Municipal          | Lima     |
| Club Sportivo Cienciano             | Cuzco    |
| Coronel Bolognesi FC                | Tacna    |
| FBC Melgar                          | Arequipa |
| Sport Boys                          | Callao   |
| Club Sporting Cristal               | Lima     |
| CD Universidad San Martín de Porres | Lima     |
| Club Universitario de Deportes      | Lima     |

## Uruguay
- Uruguayské fotbalové kluby
- Fotbalová asociace: Asociación Uruguaya de Fútbol
- Nejvyšší soutěž: Primera División Uruguaya

Sezóna 2006-2007:
| Klub                      | Město      |
| ------------------------- | ---------- |
| CA Bella Vista            | Montevideo |
| Central Español FC        | Montevideo |
| CS Cerrito                | Montevideo |
| Danubio FC                | Montevideo |
| Defensor SC               | Montevideo |
| Liverpool FC              | Montevideo |
| CS Miramar Misiones       | Montevideo |
| Montevideo Wanderers FC   | Montevideo |
| Club Nacional de Football | Montevideo |
| CA Peñarol                | Montevideo |
| CA Progreso               | Montevideo |
| Rampla Juniors FC         | Montevideo |
| CA Rentistas              | Montevideo |
| River Plate Montevideo    | Montevideo |
| Rocha FC                  | Rocha      |
| Tacuarembó FC             | Tacuarembó |

## Venezuela
- Venezuelské fotbalové kluby
- Fotbalová asociace: Federación Venezolana de Fútbol
- Nejvyšší soutěž: Primera División Venezolana

Sezóna 2006-2007:
| Klub                     | Město          |
| ------------------------ | -------------- |
| Aragua FC                | Aragua         |
| Carabobo FC              | Carabobo       |
| Caracas FC               | Caracas        |
| Deportivo Táchira FC     | San Cristóbal  |
| AC Mineros de Guayana    | Ciudad Guayana |
| Monagas SC               | Maturín        |
| Portuguesa FC            | Acarígua       |
| Trujillanos FC           | Valera         |
| Unión Atlético Maracaibo | Maracaibo      |
| Zamora FC                | Barinas        |